# Chrysophyllum novoguineense
Chrysophyllum novoguineense – gatunek drzew należących do rodziny sączyńcowatych. Występuje na obszarze Papui-Nowej Gwinei.